# 格施文达
格施文达（德語：Geschwenda，發音：[ɡəˈʃvɛnda]）是德国图林根州伊尔姆县曾经的一个市镇，面积5.88平方千米，2017年12月31日人口为1,979人。2019年1月1日，格施文达与另外5个市镇合并为新市镇格拉塔尔。